# إعادة تأهيل المريخ

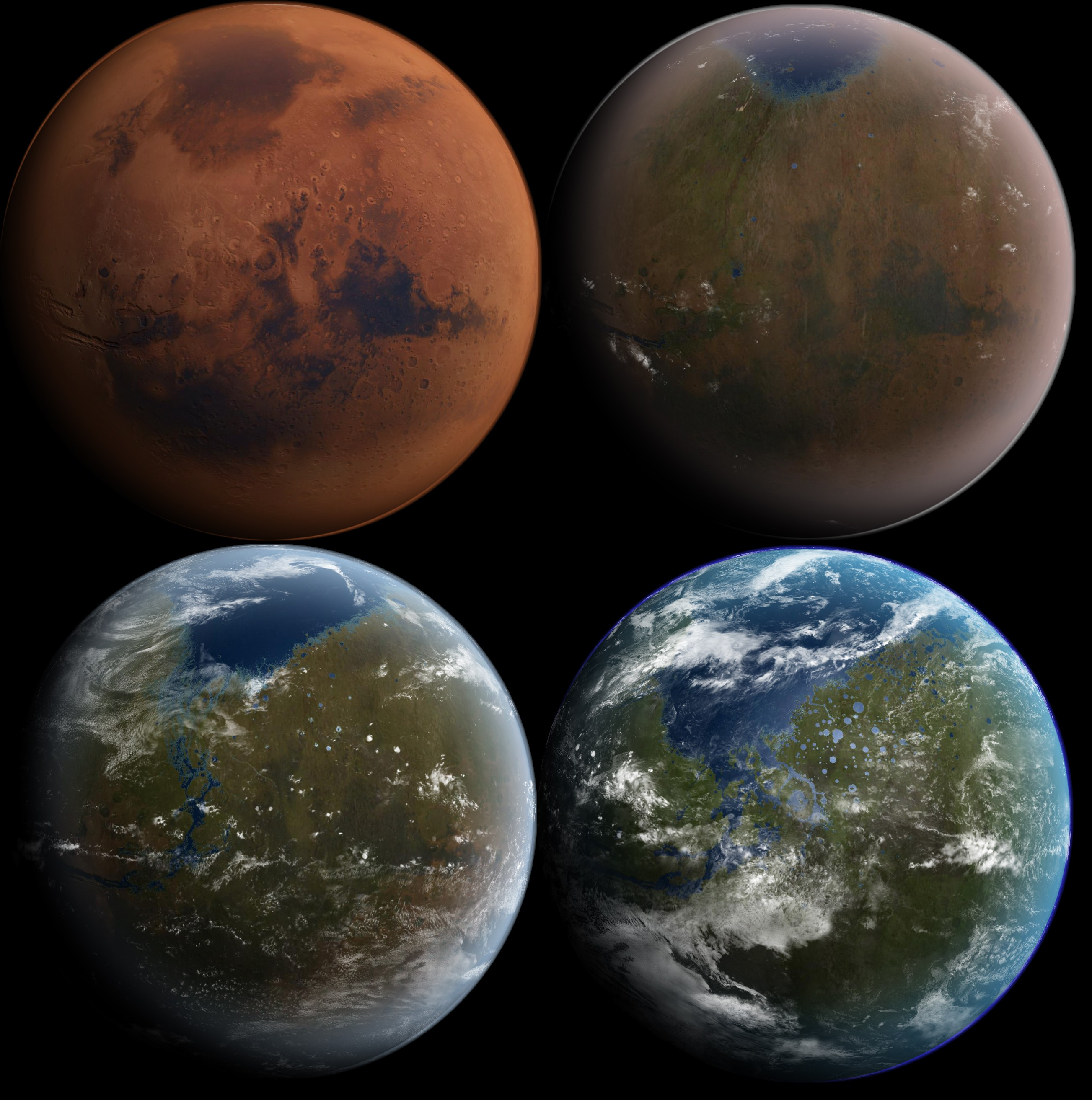
تصور فنان لعملية إعادة تأهيل المريخ، والشكل الأخير للكوكب مبني على معلومات من مركبة ماسح المريخ الشامل الفضائية.

إعادة تأهيل المريخ Terraforming هي عملية افتراضية لتحويل بيئة كوكب المريخ لبيئة صالحة لاحتضان الحياة.

## حال المريخ
الضغط الجوي هو 0,75 في المائة من ضغط الأرض.
درجة الحرارة على سطح المريخ تتراوح ما بين -85 درجة مئوية و+20 درجة مئوية.
الغلاف الجوي يتكون بنسبة 95 في المئة من ثاني اكسيد الكربون.
تحت تأثير الرياح الشمسية وبسبب عدم وجود مجال مغناطيسي للمريخ فإنه من الصعب بقاء أي غلاف جوي كثيف.

## مستلزمات
من أجل تطوير المريخ إلى ما يسمى بالأرض الثانية يلزم تغيير الامور التالية:
- زيادة معدل درجة حرارة السطح حوالي 60 درجة.
- زيادة كثافة الغلاف الجوي لحد أدنى مقداره 300 ميلليبار وهو ثلث الضغط على الأرض

وحد أقصى (نظرياً) نحو 5 أضعاف الضغط الجوي على الأرض.
- الحد الأقصى لضغط الأكسجين الجزئي هو 1.6 بار (حدود تسمم الأكسجين)

وضغط النيتروجين الجزئي 3.2 بار (تخدير النيتروجين)
ومع ذلك فمن المستبعد جدا إمكانية استحداث غلاف جوي للمريخ بضغط أعلى من 1 بار، بل حتى 1 بار، مقدار الضغط الجوي على الأرض، سيعني ان سمك الغلاف الجوي سيفوق ما يقارب من ثلاثة امثال كثافه الغلاف الجوي على الأرض نتيجة لانخفاض الجاذبية على المريخ
كذلك، فان الاحتياطيات من النيتروجين على المريخ منخفضة جداً، تقديرات تتحدث عن كمية من النيتروجين بضغط 100-300 ميلليبار
إتاحة المياه السائلة
زيادة نسبة الأكسجين والغازات الخامله كالنيتروجين في الغلاف الجوي

## أساليب
لإعادة تشكيل المريخ يمكن البدء بثاني اكسيد الكربون، المخزن بكميات كبيرة في الجليد القطبي.
تشمل التقديرات كميات تعطي نحو 50-100 ميلليبار
كميات أكبر موجودة في الريغوليت وهو الغبار السطحي (450-900 ميلليبار)
وهذا من شأنه نظرياً إقامة غلاف جوي كثيف مكون من ثاني اكسيد الكربون السام للبشر.
حتى النباتات لا يمكن أن تتحمل أكثر من حوالي 50 ميلليبار ثاني اكسيد الكربون.
رغم وجود طحالب من المعروف أنها تتحمل العيش في بيئة نقية مكونة من ثاني أكسيد الكربون
حتى أن بعض أنواع الطحالب تزدهر أفضل في ثاني اكسيد الكربون النقي.
لبدء عملية الاحتباس الحراري هنالك أساليب مختلفة ممكنة
جميع الخطط تؤدي لردود فعل مع النتائج التالية :
غلاف جوي أكثر كثافة بفعل إطلاق ثاني اكسيد الكربون. في حال التوصل لغلاف جوي بضغط يعادل ثلث الغلاف الجوي للارض (وهو الضغط الموجود على قمة إفرست) تزول ضرورة ارتداء الثياب الواقية على سطح المريخ.
ارتفاع درجات الحرارة من خلال ظاهرة الاحتباس الحراري، مما يزيد من إثراء الغلاف الجوي بصورة ذاتية نتيجة تعزيز ذوبان الجليد القطبي.
الماء السائل نتيجة الزيادة في درجة الحرارة والضغط الجوي.

## مرآة الفضاء
طريقة معقدة جدا وبالتالي مكلفة الهدف منها إيصال الطاقة الكافية إلى بيئة المريخ عبر تركيب مرايا عديدة ضخمة في مدارات حول الكوكب.
قطر المرآة الواحدة يجب أن يتراوح بين 100 و200 كلم وكتلة من مئة ألف إلى عدة ملايين من الأطنان. يتم عبر أسطحها إعادة توجيه أشعة الشمس بمساعدة لوائح الألومنيوم المقواة بالبوليميرات نحو المناطق المتجمدة القطبية ودفع جليدها للذوبان. الانبعاثات الغازية لثاني أكسيد الكربون الناتجة عن هذه العملية من شأنها إطلاق احتباس حراري منشود يؤدي إلى ارتفاع درجة حرارة المريخ.

## كويكب
قد تبدو فكرة التلاعب بمسار كويكب ما خيالية، لكنها ممكنة من الناحية النظرية على الاقل.
ذلك من خلال التلاعب بمسار كويكب أو مذنب يحوي كمية كبيرة من المواد سريعة التبخر وتغييره نحو المريخ. سيؤدي هذا الأمر إلى إطلاق كميات كبيرة من الغازات في الغلاف الجوي بسبب الاحتكاك لحظة الدخول إلى الأجواء أو بفعل ارتطام الكويكيب على سطح المريخ.
بهذه الطريقة تبدؤ ظاهرة احتباس حراري قادرة على تقوية نفسها بنفسها مع تسرب كميات كبيرة من مياه الكويكب إلى بيئة المريخ إضافة إلى ذوبان كميات كبيرة أخرى من المياه الجوفية المتجمدة.

## سخام
أسهل الطرق لتدفئة المريخ تكمن بذرِّ السخام الداكن أو ما شابهه من مواد قادرة على امتصاص اشعة الشمس فوق المساحات الجليدية في القطبين. هذا سيؤدي إلى امتصاص أقوى للضوء وبالتالي ارتفاع درجات الحرارة التي تحمل الجليد على الذوبان.

## أحياء دقيقة
بالإضافة إلى ما سبق، يمكن وفي وقت مبكر من مشروع التأهيل توطين أنواع من أحياء دقيقة كالبكتيريا الأرضية على المريخ. هذه الأنواع قادرة على الحياة تحت ضغط منخفض، وتكتفي بقليل من أشعة الشمس وليست بحاجة لكميات كبيرة من الأوكسجين. بل أن بعضها لا يحتاجه على الإطلاق، كما على الأرض في البراكين أو في أعماق المحيطات أو في الينابيع الكبريتية.

## تأهيل جزئي
من خلال انصهار الجليد المكون من الماء وثاني أكسيد الكربون، بالإمكان تشكيل غلاف جوي كثيف، إلا أن هذا الغلاف سيتكون بمعظمه من ثاني أكسيد الكربون.
مركبتا فايكينغ 1 وفايكينغ 2 اظهرتا أن مادة الريغوليت المنتشرة على سطح المريخ تصدر غاز الأكسجين تحت تأثير الماء وثاني أكسيد الكربون. هذا الأمر يجعل من الريغوليت منبعا محتملا للأكسجين. يبقى السؤال حول ما إذا كانت كميات الماء على المريخ كافية للمساهمة بهذه العملية وتحرير الأكسجين من قيود الريغوليت.
يعد ثاني أكسيد الكربون من الغازات المسببة للاحتباس الحراري. إلا أن إطلاق كافة ثاني أكسيد الكربون الموجود على المريخ والذي يقدر ضغطه الجوي على سطح المريخ ب 1000 إلى 2000 ميلليبار، لن يكون كافيا لزيادة درجة حرارة المريخ بمقدار الـ 60 درجة مئوية اللازمة لتثبيت الاحتباس الحراري بشكل مستديم.
هنالك غازات أخرى أكثر فعالية، كمركبات الكلوروفلوروكربون (CFCs). واستخدامها سيوصل إلى مناخ دافيء وثابت. كذلك ارتفاع نسبة الرطوبة في الهواء ستساهم بتخطي حاجز ال 60 درجة والسماح بتواجد المياه السائلة.
كذلك يمكن استيراد كويكبات تحتوي بشكل خاص على الميثان والنشادر بنسب عالية ما يساعد عملية الاحتباس.
في نهاية هذا العمل سيكون المريخ كوكباً أكثر دفئاً ورطوبة وذا غلاف جوي كثيف مكون من ثاني أكسيد الكربون. وهو الوضع الذي كان عليه هذا الكوكب قبل 3.5 إلى 4 مليارات سنة.
هذه العملية بمجملها تبقى مجرد عملية كيميائية، لم تدخل العناصر البيولوجية في حساباتها. والتقديرات لإتمامها متفائلة وتتحدث عن 100 إلى 1000 سنة.
في نهاية المطاف ستكون الظروف ملائمة لنمو النبات الأرضي ولتواجد الإنسان على السطح وتحت السماء بدون ثياب ثقيلة واقية، إذ ستكفي حينها كمامات للتزود بالأكسجين.

## مصدر
- الكوكب الرابع